# Стащенюк, Александр Сергеевич
Александр Сергеевич Стащенюк (бел. Аляксандр Сяргеевіч Сташчанюк; род. 23 февраля 1983, Улан-Удэ) — белорусский футболист, игравший на позиции защитника.

## Клубная карьера
Воспитанник клуба «Трудовые резервы-РИПО». В 2001 сыграл 23 матча и забил 6 голов за столичный клуб. В следующем году команда объединился с минским «Трактором» в клуб «Партизан (Минск)». Два сезона провёл в аренде в слонимском «Коммунальнике». В 2010 году стал игроком «Руденска». В январе 2011 стал игроком польской «Олимпии». С 2011 по 2013 года играл за «Славию-Мозырь» и «Сморгонь». Завершил карьеру в 2015 году в клубе «Узда».

## Достижения
- Обладатель Кубка Беларуси: 2004/05, 2007/08